# Бама
32°55′56″ пн. ш. 100°44′19″ сх. д. / 32.93209° пн. ш. 100.73853° сх. д.
Бама (також Баньма, від кит. 班玛县, пін. Bānmă Xiàn) — один із повітів КНР у складі Голо-Тибетської автономної префектури, провінція Цинхай. Адміністративний центр — містечко Салатанг.

## Географія
Бама лежить на висоті близько 3500 метрів над рівнем моря на північному сході Тибетського плато.

### Клімат
Повіт знаходиться у зоні так званої «гірської тундри», котра характеризується кліматом арктичних пустель. Найтепліший місяць — липень із середньою температурою 12,4 °C. Найхолодніший місяць — січень, із середньою температурою -7 °С.
| Клімат повіту Бама      | Клімат повіту Бама | Клімат повіту Бама | Клімат повіту Бама | Клімат повіту Бама | Клімат повіту Бама | Клімат повіту Бама | Клімат повіту Бама | Клімат повіту Бама | Клімат повіту Бама | Клімат повіту Бама | Клімат повіту Бама | Клімат повіту Бама | Клімат повіту Бама |
| Показник                | Січ.               | Лют.               | Бер.               | Квіт.              | Трав.              | Черв.              | Лип.               | Серп.              | Вер.               | Жовт.              | Лист.              | Груд.              | Рік                |
| Середній максимум, °C   | 3,6                | 5,3                | 8,6                | 12,4               | 15,5               | 17,7               | 20,1               | 19,6               | 17,3               | 11,8               | 7,5                | 4,4                | 12                 |
| Середня температура, °C | −7                 | −4,3               | −0,2               | 4,1                | 7,7                | 10,6               | 12,4               | 11,6               | 8,9                | 3,7                | −2,4               | −6,4               | 3,2                |
| Середній мінімум, °C    | −15,3              | −12,1              | −6,9               | −2,6               | 1,6                | 5,3                | 6,7                | 6,1                | 3,5                | −1,6               | −9,3               | −14,6              | −3,3               |
| Норма опадів, мм        | 4.8                | 8.3                | 16.8               | 33.7               | 79.4               | 132.1              | 120.3              | 101                | 104.5              | 48.7               | 6.6                | 3                  | 659.2              |
| Вологість повітря, %    | 46                 | 48                 | 51                 | 55                 | 62                 | 69                 | 72                 | 73                 | 73                 | 67                 | 54                 | 47                 | 59.8               |
| ----------------------- | ------------------ | ------------------ | ------------------ | ------------------ | ------------------ | ------------------ | ------------------ | ------------------ | ------------------ | ------------------ | ------------------ | ------------------ | ------------------ |
| Джерело: data.cma.cn    |                    |                    |                    |                    |                    |                    |                    |                    |                    |                    |                    |                    |                    |